# 4295 Wisse
4295 Wisse eller 6032 P-L är en asteroid i huvudbältet som upptäcktes den 24 september 1960 av den nederländsk-amerikanske astronomen Tom Gehrels och det nederländska astronomparet Ingrid van Houten-Groeneveld och Cornelis Johannes van Houten vid Palomarobservatoriet. Den är uppkallad efter Marijke Wisse-Schouten.
Asteroiden har en diameter på ungefär 8 kilometer.